# Centerville (hrabstwo Gallia)
Centerville – wieś w USA, w stanie Ohio, hrabstwie Gallia.
Liczba mieszkańców w 2000 roku wynosiła 134.